# Mistral AI
Mistral AI – francuski startup zajmujący się sztuczną inteligencją (AI), z siedzibą w Paryżu. Specjalizuje się w otwartych, dużych modelach językowych (LLM). Firma założona w kwietniu 2023 r. przez inżynierów, którzy wcześniej pracowali w Google DeepMind i Meta Platforms. Zyskała na znaczeniu jako alternatywa dla zamkniętych, własnościowych systemów sztucznej inteligencji. Nazwa nawiązuje do mistrala – potężnego, zimnego wiatru wiejącego w południowej Francji.
Pod względem wyceny firma zajmuje czwarte miejsce w globalnym wyścigu AI oraz pierwsze miejsce wśród podmiotów spoza obszaru Zatoki San Francisco, wyprzedzając takich konkurentów jak Cohere, Hugging Face, Inflection, Perplexity i Together.

## Historia
W październiku 2023 r. Mistral AI pozyskał 385 milionów euro. Do grudnia 2023 r. jego szacowana wartość przekroczyła 2 miliardy dolarów.
W czerwcu 2024 r. Mistral AI pozyskał 600 mln euro w ramach rundy finansowania, co zwiększyło jego wycenę do 5,8 miliarda euro. Runda, której liderem była firma venture capital General Catalyst przyniosła dodatkowe środki od obecnych inwestorów. Pozyskane fundusze mają na celu wsparcie ekspansji firmy.
W styczniu 2025 Mistral AI oglosił współpracę z firmą Helsing w celu opracowania technologii wojskowych.

## Modele
Na 2025 rok, Mistral AI opublikował 23 modele, których wagi są powszechnie dostępne. Dodatkowo niektóre modele są udostępnione jedynie poprzez API.

### Mistral 7B
We wrześniu 2023 został wydany pierwszy model Mistral 7B z 7.3 mld parametrów. Model został wydany na licencji Apache 2.0 i do wytrenowania modelu użyto 500 GPU.

### Mixtral 8x7B
W grudniu 2023 został wydany kolejny model Mixtral 8x7B z łącznie 46.7 mld parametrami. Model składa się z 8 ekspertów. Do trenowania użyto infrastruktury Scaleway.

### Mistral Large 2
W 2024 roku zostały wydane modele serii Mistral Large 2. Wagi modeli zostały opublikowane na własnej licencji Mistral Research License i posiadają 123 mld parametrów.

### Pixtral Large
W listopadzie 2024 został opublikowany model multimodalny Pixtral Large. Model jest oparty na Mistralu Large 2 i posiada 124 mld parametrów – 123 mld parametrów dekodowania i 1 mld parametrów warstwy kodowania obrazu .

### Magistral
W czerwcu 2025 został opublikowany model rozumujący Magistral. Model został wydany w dwóch wersjach: wersji z otwartymi wagami Magistral Small (24 mld parametrów) i wersji komercyjnej Magistral Medium.

## Infrastruktura
Mistral podkreślał, że korzystał z mocy superkomputerów udostępnionych przez Komisję Europejską do trenowania swoich modeli jak i infrastruktury Microsoftu.
W marcu 2025 został ogłoszony plan budowy centrum danych we Francji z 18 tys. GPU do trenowania modeli.